# بيير كونيغ
بيير كونيغ (بالإنجليزية: Pierre Koenig)‏ هو مهندس معماري أمريكي، ولد في 17 أكتوبر 1925 في سان فرانسيسكو في الولايات المتحدة، وتوفي في 4 أبريل 2004 في لوس أنجلوس في الولايات المتحدة.